# Collegio uninominale Sicilia 2 - 03 (2017)
Il collegio elettorale uninominale Sicilia 2 - 03 è stato un collegio elettorale uninominale della Repubblica Italiana per l'elezione della Camera dei deputati tra il 2017 ed il 2022.

## Territorio
Come previsto dalla legge elettorale italiana del 2017, il collegio era stato definito tramite decreto legislativo all'interno della circoscrizione Sicilia 2.
Era formato dal territorio di tutta la provincia di Enna e dai comuni di Acquedolci, Capizzi, Caronia, Castel di Lucio, Cesarò, Mistretta, Motta d'Affermo, Pettineo, Reitano, San Fratello, San Teodoro, Sant'Agata di Militello, Santo Stefano di Camastra e Tusa nella città metropolitana di Messina.
Il collegio era parte del collegio plurinominale Sicilia 2 - 01.

## Eletti
| Elezione | Elezione | Deputato         | Partito               |
| -------- | -------- | ---------------- | --------------------- |
|          | 2018     | Andrea Giarrizzo | Movimento 5 Stelle    |
|          | 2022     | Andrea Giarrizzo | Insieme per il futuro |

## Dati elettorali

### XVIII legislatura
Come previsto dalla legge elettorale, 232 deputati erano eletti con sistema a maggioranza relativa in altrettanti collegi uninominali a turno unico.
| Candidati              | Candidati                  | Voti    | %     | Liste                    | Voti    | %     |
| ---------------------- | -------------------------- | ------- | ----- | ------------------------ | ------- | ----- |
|                        | Andrea Giarrizzo ✔️ Eletto | 49 764  | 45,76 | Movimento 5 Stelle       | 49 764  | 45,76 |
|                        | Carmelo Lo Monte           | 30 543  | 28,09 | Forza Italia             | 20 264  | 18,63 |
| Lega                   | Carmelo Lo Monte           | 30 543  | 28,09 | 5 101                    | 4,69    |       |
| Fratelli d'Italia      | Carmelo Lo Monte           | 30 543  | 28,09 | 3 369                    | 3,10    |       |
| Noi con l'Italia - UDC | Carmelo Lo Monte           | 30 543  | 28,09 | 1 809                    | 1,66    |       |
|                        | Sebastiano Venezia         | 21 908  | 20,15 | Partito Democratico      | 16 971  | 15,61 |
| Civica Popolare        | Sebastiano Venezia         | 21 908  | 20,15 | 2 454                    | 2,26    |       |
| +Europa                | Sebastiano Venezia         | 21 908  | 20,15 | 1 488                    | 1,37    |       |
| Italia Europa Insieme  | Sebastiano Venezia         | 21 908  | 20,15 | 995                      | 0,92    |       |
|                        | Lillo Colaleo              | 3 594   | 3,31  | Liberi e Uguali          | 3 594   | 3,31  |
|                        | Marco Faillaci             | 858     | 0,79  | Il Popolo della Famiglia | 858     | 0,79  |
|                        | Giuseppe Di Simone         | 608     | 0,56  | Italia agli Italiani     | 608     | 0,56  |
|                        | Gaspare Di Stefano         | 560     | 0,51  | Potere al Popolo!        | 560     | 0,51  |
|                        | Andrea Insenga             | 385     | 0,35  | CasaPound                | 385     | 0,35  |
|                        | Annamaria Libro            | 325     | 0,30  | Partito Comunista        | 325     | 0,30  |
|                        | Dennjs Virdi               | 197     | 0,18  | Partito Valore Umano     | 197     | 0,18  |
| Totale                 | Totale                     | 108 742 | 100   |                          | 108 742 | 100   |
|                        |                            |         |       |                          |         |       |
| Voti non validi        | Voti non validi            | 4 751   | 4,19  |                          |         |       |
| Votanti                | Votanti                    | 113 493 | 64,51 |                          |         |       |
| Elettori               | Elettori                   | 175 939 |       |                          |         |       |